# Mira Koffka
Mira Koffka (* 11. August 1886 in Berlin als Miriam Maxa Klein; † 1977/78) war eine deutsche Übersetzerin. 

## Leben
Mira war die Tochter des Bildhauers Max Klein und dessen Ehefrau Eva geb. Dohm. Ihre Großeltern mütterlicherseits waren Ernst und Hedwig Dohm. Die Familie war evangelisch, aber jüdischen Ursprungs.  Ihr Elternhaus befand sich direkt am Kreuzberg (Lichterfelder Straße 28, heute Methfesselstraße 17). 1909 heiratete sie in Dresden den Psychologen und Mitbegründer der Gestaltpsychologie Kurt Koffka. 1923 ließen sie sich scheiden, heirateten aber 1926 erneut in Gießen. Die erneute Ehe hielt nur zwei Jahre. Sie war die Stieftochter des Verlegers Georg Bondi und eine große Verehrerin von Stefan George, den sie im Hause ihres Stiefvaters kennenlernte. 
Sie promovierte 1910 an der Universität München mit einer Schrift über Jean Paul. 
1934 trat sie in den Verlag ihres Stiefvaters Bondi in Berlin ein.
Wie sie mit ihrer jüdischen Herkunft die NS-Zeit überlebte, ist nicht bekannt. 1937 gibt das Berliner Telefonbuch als Adresse die Wangenheimstraße 28 im Grunewald an.

## Ausgewählte Werke
- Mira (Klein) Koffka: Jean Pauls Bildersprache im Hesperus. Herrosé & Ziemsen, Wittenberg 1910

als Übersetzerin
- Honoré de Balzac: Eugenie Grandet. Ernst Rowohlt Verlag, Berlin 1924; zahlr. Neuaufl., z. B. Rowohlt, Hamburg 1952; Diogenes, Zürich 1977, wieder 2009
- Erwin Schrödinger: Die Natur und die Griechen. Kosmos und Physik. Rowohlts Deutsche Enzyklopädie, Hamburg 1956
- William Makepeace Thackeray: Jahrmarkt der Eitelkeit. Rowohlt, Hamburg 1957, erläuternder Essay: Fritz Wölcken
- Charles Scott Sherrington: Körper und Geist. Schünemann, Bremen 1964
- Wolfgang Köhler: Werte und Tatsachen. Springer, Berlin 1968 (Übers. zus. mit Ottilie C. Selbach)